# Kely Fraga
Kely Kolasco Fraga (ur. 3 października 1974 w Belo Horizonte) – brazylijska siatkarka, reprezentantka kraju, środkowa. W 2000 roku w Sydney zdobyła brązowy medal olimpijski.